# Coolhill Castle
Coolhill Castle (irisch Caisleán na Cúlchoille) ist ein Donjon 2,1 km nordöstlich des Dorfes The Rower (An Robhar) im irischen County Kilkenny. Er liegt auf einer Klippe über dem River Barrow. Er gilt als National Monument.

## Geschichte
Coolhill Castle wurde ungefähr im 13. Jahrhundert erbaut. Henry de Rupe (auch de Roache oder de Roche) besaß 1318 Ländereien in Coolhill. Art Óg mac Murchadha Caomhánach hielt die Burg kurze Zeit während einer seiner Raubzüge. In den 1600er-Jahren wurden etwa 30 De-Rupe-Gefolgsleute im Dorf Rosbercon von englischen Soldaten unter De la Poer massakriert. 1621 fiel die Burg an die Familie Mountgarret und wurde 1652 von den Roundheads konfisziert.

## Beschreibung
Die Burg besteht aus zwei Türmen: Einer ist ein runder, ca. 10 Meter Durchmesser breiter, Donjon ohne Dach und der andere ein etwa 5 auf 5 Meter kleiner, quadratischer Turm auf dem Anwesen westsüdwestlich des erstgenannten.
Der Donjon hat einen kleinen Vorsprung nach Süden. Der Eingang auf der Nordwestseite ist durch ein Maschikuli geschützt und es gibt einen weiteren Eingang östlich davon. Ein „Mörderloch“ schützt beide Eingänge.
Eine Wendeltreppe in der Mauer führt zu den oberen Stockwerken. Der Raum im Erdgeschoss hat große Alkoven und eine Gewölbedecke mit einigen Weidenmarken. Über dem Gewölbe befinden sich weitere drei Stockwerke. Im 1. Obergeschoss gibt es einen offenen Kamin. Im 2. Obergeschoss findet man neben einem offenen Kamin auch einen Aborterker und eine gesonderte Treppe zum Dach. Es gibt mehrere einzelne runde oder kreuzförmige Schießscharten.